# YELL FROM NIPPON
YELL FROM NIPPON（エール フロム ニッポン）は、2006FIFAワールドカップの開催をきっかけに「サッカーボールをアフリカ・エリトリア国をはじめとした世界中の子供たちに届けよう」というテーマで、ジャンルを超えた様々な人たちが1曲を歌い継ぐというプロジェクト。
浜崎貴司を中心に2006年5月にリリースされたシングル「友情のエール」の売り上げ金は、サッカーボール購入費、運搬資金などに使われた。同年8月、YELL FROM NIPPON代表として浜崎貴司が購入したサッカーボールを届けにアフリカ・エリトリアに渡った。

## 作品
シングル『友情のエール』2006年5月31日（Victor Sweetsterレーベル）
- 作詞：浜崎貴司
- 作曲：浜崎貴司、本間昭光
- 編曲：本間昭光
- 音楽プロデュース：浜崎貴司、本間昭光
- ジャケットデザイン：日比野克彦

## 参加アーティスト
- 飯田高広
- 石井竜也
- 忌野清志郎
- ウルトラス
- MCU
- MOMO-MC
- 大黒摩季
- 辛島美登里
- carezza
- 伊藤俊吾（キンモクセイ）
- 小泉今日子
- 松本素生、中澤寛規（GOING UNDER GROUND）
- 斉藤和義
- 坂井真紀
- 﨑山龍男（スピッツ）
- 佐藤タイジ（THEATRE BROOK）
- 佐野史郎
- 椎名純平
- 白石美帆
- Diggy-MO'（SOUL'd OUT）
- 竹中直人
- 谷原章介
- トータス松本（ウルフルズ）
- NAOTO
- 浜崎貴司
- BOSE（スチャダラパー）
- 一十三十一
- 本間昭光
- 前田啓介（レミオロメン）
- 南佳孝
- MOOMIN
- MEGUMI
- YO-KING
- 吉岡美穂

## 楽器担当
- Drums：﨑山龍男（スピッツ）
- Bass：前田啓介（レミオロメン）
- Electric Guitar：佐藤タイジ（THEATRE BROOK）
- Acoustic Guitar：佐野史郎・浜崎貴司
- All Other Instruments：本間昭光
- Synthsist：飯田高広
- Violin：NAOTO
- Other Words & Music：MCU、Diggy-MO'、MOOMIN、BOSE

## 関連サイト
- Sweetstarレーベル
- YELL FROM NIPPON